# Gambialoa elsa
Gambialoa elsa är en insektsart som beskrevs av Irena Dworakowska 1981. Gambialoa elsa ingår i släktet Gambialoa och familjen dvärgstritar. Inga underarter finns listade i Catalogue of Life.